# Partit Obrer Unificat Polonès
El Partit Obrer Unificat Polonès (polonès Polska Zjednoczona Partia Robotnicza, PZPR) va ser el partit governant en la República Popular de Polònia des de la seva fundació el 1948 fins a gener de 1990.

## Història
El nom del partit fa al·lusió als dos partits que es van fusionar per a formar-lo, el Partit Socialista Polonès i el Partit Obrer Polonès, unificats per iniciativa de Stalin. El PSP havia estat anticomunista i abans del procés d'unificació els elements contraris a Stalin foren depurats i expulsats del partit (aproximadament un 25% dels membres). El nou partit es va constituir el 22 de desembre de 1948 i el 1976 modificà la Constitució polonesa per tal de ser-hi considerat com a força predominant.
El partit era organitzat a partir del centralisme democràtic, que assumí el nomenament de les autoritats, presa de decisions i dirigia la seva activitat. De fet, el rol principal el jugava el Comitè Central, el Politburó i el Secretariat, que era subjecte a l'estricte control de les autoritats de la Unió Soviètica. Els soviètics decidien la política i composició d'aquests òrgans; encara que, segons els seus estatuts, era responsabilitat dels membres del Congrés, que eren escollits cada sis anys. Entre les sessions se celebraren les conferències dels comitès regional, comtal, districte i laboral del partit. La unitat organitzativa més petita era l'Organització Fonamental del Partit (OFP), que funcionava a nivell d'escoles, empreses i institucions culturals.

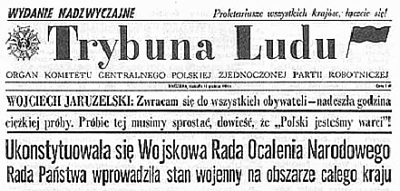
L'òrgan del POUP "Trybuna Ludu" de 13 de desembre de 1981 informa de la Llei marcial a Polònia.

El POUP va governar rígidament i de manera dictatorial i incontestable des de les eleccions parlamentàries poloneses de 1947 fins a les de 1985, totalment vinculat al Partit Comunista de la Unió Soviètica. Un cop iniciat el procés de perestroika, va mantenir converses amb l'oposició i representada per Solidarność i acceptà l'Acord de la Taula Rodona Polonesa el 5 d'abril de 1989 pel qual es convocaren noves eleccions el 1989, en la qual es van reservar un cert nombre d'escons per a l'oposició. Després dels resultats va convocar un nou Congrés i el gener de 1990 es va dissoldre. Els seus membres van ingressar en els diferents partits socialdemòcrates que es van crear des d'aleshores, com Socialdemocràcia de la República de Polònia (Socjaldemokracja Rzeczpospolitej Polskiej, SdRP), dirigit per Leszek Miller i Mieczysław Rakowski.

## Resultats electorals

### Sejm
| Any  | Líder               | Vots                 | %             | Escons    | +/− | Pos. |
| ---- | ------------------- | -------------------- | ------------- | --------- | --- | ---- |
| 1952 | Bolesław Bierut     | Dins del FJN         | Dins del FJN  | 273 / 425 | Nou | 1r   |
| 1957 | Władysław Gomułka   | Dins del FJN         | Dins del FJN  | 239 / 459 | 34  | = 1r |
| 1961 | Władysław Gomułka   | Dins del FJN         | Dins del FJN  | 256 / 460 | 17  | = 1r |
| 1965 | Władysław Gomułka   | Dins del FJN         | Dins del FJN  | 255 / 460 | 1   | = 1r |
| 1969 | Władysław Gomułka   | Dins del FJN         | Dins del FJN  | 255 / 460 | =   | = 1r |
| 1972 | Edward Gierek       | Dins del FJN         | Dins del FJN  | 255 / 460 | =   | = 1r |
| 1976 | Edward Gierek       | Dins del FJN         | Dins del FJN  | 261 / 460 | 6   | = 1r |
| 1980 | Edward Gierek       | Dins del FJN         | Dins del FJN  | 261 / 460 | =   | = 1r |
| 1985 | Wojciech Jaruzelski | Dins del PRON        | Dins del PRON | 245 / 460 | 16  | = 1r |
| 1989 | Wojciech Jaruzelski | 22,734,348 (Circum.) | N/A           | 173 / 460 | 72  | = 1r |
| 1989 | Wojciech Jaruzelski | 132,845,385 (Llista) | 45.82         | 173 / 460 | 72  | = 1r |

## Congressos del PZPR

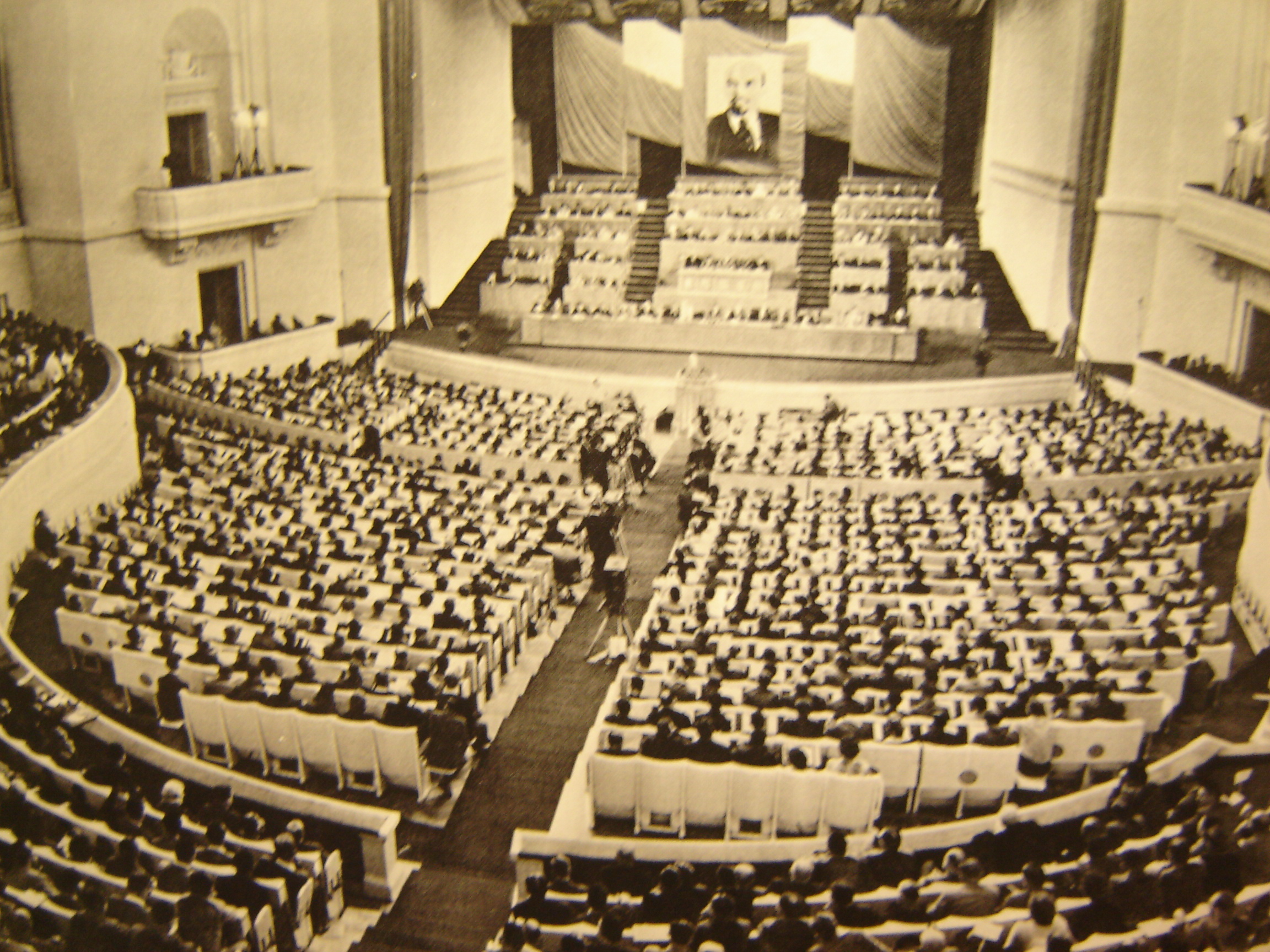
El IV Congrés del POUP, juny de 1964

- I Congrés fundacional del PZPR, del 15 de desembre al 22 de desembre de 1948
- II Congrés, els dies 10 de març al 17 de març de 1954
- III Congrés, els dies 10 de març al 19 de març de 1959
- IV Congrés, els dies 15 de juny al 20 de juny de 1964
- V Congrés, els dies 11 de novembre al 16 de novembre de 1968
- VI Congrés, els dies 6 de novembre a l'11 de novembre de 1971
- VII Congrés, els dies 8 de desembre al 12 de desembre de 1975
- VIII Congrés, els dies 11 de febrer al 15 de febrer de 1980
- IX Congrés extraordinari, els dies 14 de juliol al 20 de juliol de 1981
- X Congrés, els dies 29 de juny al 3 de juliol de 1986
- XI Congrés, els dies 27 de gener al 30 de gener de 1990 (últim congrés, conclou amb l'autodissolució)

## Secretaris del Comitè Central del POUP
| # | Nom                           | Retrat | Inici                  | Final                  | Notes             |
| - | ----------------------------- | ------ | ---------------------- | ---------------------- | ----------------- |
| 1 | Bolesław Bierut (1892–56)     |        | 22 de desembre de 1948 | 12 de març de 1956     | Secretari General |
| 2 | Edward Ochab (1906–89)        |        | 20 de març de 1956     | 21 d'octubre de 1956   | Primer Secretari  |
| 3 | Władysław Gomułka (1905–82)   |        | 21 d'octubre de 1956   | 20 de desembre de 1970 | Primer Secretari  |
| 4 | Edward Gierek (1913–01)       |        | 20 de desembre de 1970 | 6 de setembre de 1980  | Primer Secretari  |
| 5 | Stanisław Kania (1927–20)     |        | 6 de setembre de 1980  | 18 d'octubre de 1981   | Primer Secretari  |
| 6 | Wojciech Jaruzelski (1923–14) |        | 18 d'octubre de 1981   | 29 de juliol de 1989   | Primer Secretari  |
| 7 | Mieczysław Rakowski (1926–08) |        | 29 de juliol de 1989   | 29 de gener de 1990    | Primer Secretari  |